# Mason Rudolph
Pour les articles homonymes, voir Rudolph.
(en) Statistiques sur pro-football-reference
(en) Statistiques sur statscrew
Brett Mason Rudolph III, né le 17 juillet 1995 à Rock Hill en Caroline du Sud, est un sportif professionnel américain de football américain jouant au poste de quarterback dans la National Football League (NFL) depuis la saison 2018 et pour la franchise des Steelers de Pittsburgh depuis la saison 2025.
Sélectionné en 76e choix global lors du troisième tour de la draft 2018 de la NFL par la franchise des Steelers de Pittsburgh, il y joue pendant six saisons (2018-2023), rejoint en tant qu'agent libre les Titans du Tennessee en 2024 et revient à Pittsburgh en mars 2025.
Au niveau universitaire, il a joué pour les Cowboys de l'université d'État de l'Oklahoma pendant quatre saisons (2014-2017) dans la NCAA Division I FBS et sa Big 12 Conference. Titulaire lors de ses trois dernière saisons universitaires, il termine la saison 2017 en étant sélectionné dans la deuxième équipe de la Big 12, en étant considéré comme le meilleur joueur du Camping World Bowl 2017 et en se voyant décerner le Johnny Unitas Golden Arm Award ainsi que le Sammy Baugh Trophy.

## Biographie

### Carrière universitaire
Étudiant à l'Université d'État de l'Oklahoma, il a joué pour les Cowboys d'Oklahoma State de 2014 à 2017. Après avoir passé sa première saison comme quarterback remplaçant à J. W. Walsh, il devient titulaire pour la saison 2015. Il excelle à sa dernière saison, en 2017, avec notamment 4 553 yards à la passe et 35 passes de touchdown, en plus d'ajouter 10 touchdowns à la course. Il remporte plusieurs honneurs, en remportant notamment le Johnny Unitas Golden Arm Award du meilleur quarterback senior.

### Carrière professionnelle

#### Draft
Rudolph est sélectionné  en 76e choix global lors du troisième tour de la draft 2018 de la NFL par la franchise des Steelers de Pittsburgh. Pour ce faire, les Steelers ont du échanger leurs 79e et 220e choix de draft aux Seahawks de Seattle pour grimper de trois rangs dans la draft. Rudolph était le 6e quarterback sélectionné lors de cette draft.

#### Steelers de Pittsburgh

##### 2018
En début de saison 2018, Rudolph est considéré comme troisième quarterbacks des Steelers derrière Ben Roethlisberger et Joshua Dobbs. Il n'a pas participé au moindre snap durant la saison.

##### 2019
Après avoir commencé la saison 2019 comme remplaçant de Roethlisberger, Rudolph fait ses débuts dans la NFL lors du match en 2e semaine contre les Seahawks après que Roethlisberger se soit blessé. Malgré la défaite, il réussit 12 des 19 passes tentées pour un gain total de 112 yards, 2 touchdowns et une interception. Les Steelers annoncent que la saison de Roethlisberger est terminée à la suite de sa blessure au coude et désignent Rudolph titulaire pour le poste de quarterback. En 11e semaine contre les Browns, alors que le match touche à sa fin, il réussit une passe mais est plaqué et maintenu au sol par le défenseur adverse Myles Garrett. Une bagarre s'ensuit et après que Rudolph ait tenté de saisir le casque de Garrett, ce dernier lui enlève le casque et le frappe à la tête. Garrett est exclut du match ainsi que deux autres joueurs impliqués dans la bagarre. Garrett est suspendu pour le restant de la saison et Rudolph est mis à l'amende pour son implication dans l'incident. La semaine suivante contre les Bengals, il est remplacé en cours de match par Devlin Hodges n'ayant gagné que 85 yards pour une interception.

#### Titans du Tennessee
Le 15 mars 2024, Rudolph signe en tant qu'agent libre, un contrat d'un an avec les Titans du Tennessee.
Rudolph participe à son premier match lors de la 4e semaine contre les Dolphins, remplaçant Will Levis, blessé au cours de la première mi-temps. Il permet aux Titans d'inscrire des points lors de sept séries offensives et de remporter leur première victoire de la saison (31 à 11). Il est titularisé contre les Bills en 7e semaine, Levis étant forfait à la suite d'une blessure à l'épaule. Durant la rencontre, Rudolph réussit 25 passes sur les 40 tentées pour un gain de 215 yards et un touchdown, les Titans s'inclinant 34-10. Après une lourde défaite (52-14) contre les Lions la semaine suivante, il réalise la meilleure performance de sa saison contre les Patriots, gagnant en prolongation, réussissant 60,6 % de ses passes (20 sur 33) pour un gain de 240 yards et deux touchdowns malgré une interception. Remis de sa blessure, Will Levis retrouve cependant son poste de titulaire dès la 10e semaine. Rudolph fait ensuite une apparition lors du match à domicile de la 15e semaine contre les Bengals, Levis ayant été remplacé lors du 3e quart temps après une troisième interception. Rudolph réussit 21 passes sur 26 tentées pour un gain de 209 yards, 2 touchdowns malgré une interception, obtenant une évaluation du quarterback de 109,5, sa meilleure de la saison, même si les Titans perdent le match 27 à 37. Il est titularisé lors des deux matchs suivants contre les Colts et les Jaguars, tous deux perdus, avant d'alterner avec Levis lors du match de clôture de la saison contre les Texans.
Rudolph termine la saison avec un gain total de 1 450 yards à la passe, 9 touchdowns et 9 interceptions, pour une évaluation globale de 80,1.

#### Steelers de Pittsburgh
Le 13 mars 2025, Rudolph retourne chez les Steelers en y signant un contrat de deux ans pour un montant de huit millions de dollars.

## Statistiques

### Universitaires
| Année  | Équipe         | Statut | MJ |         | Passes   | Passes | Passes | Passes | Passes | Passes | Passes  |       | Courses | Courses | Courses | Courses |
| Année  | Équipe         | Statut | MJ | Tentées | Réussies | Pct.   | Yards  | TD     | Int.   | Éval.  | Tentées | Yards | Moy.    | TD      |         |         |
| 2014   | Oklahoma State | Fr.    | 03 | 086     | 049      | 57,0   | 0 853  | 06     | 4      | 154,0  | 14      | - 33  | - 2,4   | 0       |         |         |
| 2015   | Oklahoma State | So.    | 13 | 424     | 264      | 62,3   | 3 770  | 21     | 9      | 149,1  | 67      | - 35  | - 0,5   | 01      |         |         |
| 2016   | Oklahoma State | Jr.    | 13 | 448     | 284      | 63,4   | 4 091  | 28     | 4      | 158,9  | 83      | 061   | 00,7    | 06      |         |         |
| 2017   | Oklahoma State | Sr.    | 12 | 457     | 297      | 65,0   | 4 553  | 35     | 9      | 170,0  | 56      | 032   | 00,6    | 10      |         |         |
| Totaux | Totaux         | Totaux | 41 | 1 415   | 894      | 63,1   | 13 267 | 90     | 26     | 159,3  | 220     | 25    | 00,1    | 17      |         |         |

### Professionnelles
| Année                    | Équipe                   | MJ |                | Passes         | Passes         | Passes         | Passes         | Passes         | Passes         | Passes         |                | Courses        | Courses        | Courses | Courses |  | Fumbles | Fumbles |
| Année                    | Équipe                   | MJ | Tentées        | Réussies       | Pct.           | Yards          | TD             | Int.           | Éval.          | Tentées        | Yards          | Moy.           | TD             | Nb.     | Perdus  |  |         |         |
| 2018                     | Steelers de Pittsburgh   | 0  | -              | -              | -              | -              | -              | -              | -              | -              | -              | -              | -              | -       | -       |  |         |         |
| 2019                     | Steelers de Pittsburgh   | 10 | 283            | 176            | 62,2           | 1 765          | 13             | 9              | 082,0          | 21             | 042            | 02,0           | 0              | 4       | 0       |  |         |         |
| 2020                     | Steelers de Pittsburgh   | 05 | 043            | 025            | 58,1           | 0 324          | 02             | 1              | 087,7          | 07             | - 6            | - 0,9          | 0              | 0       | 0       |  |         |         |
| 2021                     | Steelers de Pittsburgh   | 02 | 058            | 035            | 60,3           | 0 277          | 01             | 1              | 070,8          | 05             | 053            | 10,6           | 0              | 1       | 0       |  |         |         |
| 2022                     | Steelers de Pittsburgh   | 0  | -              | -              | -              | -              | -              | -              | -              | -              | -              | -              | -              | -       | -       |  |         |         |
| 2023                     | Steelers de Pittsburgh   | 04 | 074            | 055            | 74,3           | 0 719          | 03             | 0              | 118,0          | 10             | 08             | 00,8           | 0              | 3       | 1       |  |         |         |
| 2024                     | Titans du Tennessee      | 08 | 228            | 146            | 64,0           | 1 530          | 09             | 9              | 080,1          | 21             | 106            | 04,2           | 1              | 5       | 1       |  |         |         |
| 2025                     | Steelers de Pittsburgh   | ?  | Saison à venir | Saison à venir | Saison à venir | Saison à venir | Saison à venir | Saison à venir | Saison à venir | Saison à venir | Saison à venir | Saison à venir | Saison à venir | ?       | ?       |  |         |         |
| Totaux en carrière       | Totaux en carrière       | 29 | 686            | 437            | 63,5           | 4 615          | 28             | 20             | 084,7          | 68             | 203            | 03,0           | 1              | 13      | 2       |  |         |         |
| Totaux chez les Steelers | Totaux chez les Steelers | 21 | 458            | 291            | 63,5           | 3 085          | 19             | 11             | 086,9          | 43             | 097            | 02,3           | 0              | 08      | 1       |  |         |         |

| Année              | Équipe                 | MJ |         | Passes   | Passes | Passes | Passes | Passes | Passes | Passes  |       | Courses | Courses | Courses | Courses |  | Fumbles | Fumbles |
| Année              | Équipe                 | MJ | Tentées | Réussies | Pct.   | Yards  | TD     | Int.   | Éval.  | Tentées | Yards | Moy.    | TD      | Nb.     | Perdus  |  |         |         |
| 2020               | Steelers de Pittsburgh | 0  | -       | -        | -      | -      | -      | -      | -      | -       | -     | -       | -       | -       | -       |  |         |         |
| 2021               | Steelers de Pittsburgh | 0  | -       | -        | -      | -      | -      | -      | -      | -       | -     | -       | -       | -       | -       |  |         |         |
| 2023               | Steelers de Pittsburgh | 1  | 39      | 22       | 56,4   | 229    | 2      | 1      | 80,0   | 2       | 16    | 8,0     | 0       | 0       | 0       |  |         |         |
| Totaux en carrière | Totaux en carrière     | 1  | 39      | 22       | 56,4   | 229    | 2      | 1      | 80,0   | 2       | 16    | 8,0     | 0       | 0       | 0       |  |         |         |

## Vie privée
Rudolph, fils de Brett et Jamie Rudolph, est chrétien.
Rudolph a grandi, en tant qu'ami proche de la famille, avec les frères Luke (en) (champion NCAA de basket-ball avec les Tar Heels de la Caroline du Nord) et Drake Maye (quarterback des Tar Heels de la Caroline du Nord). Leurs pères ont joué ensemble pour les Tar Heels et les familles partaient souvent en vacances ensemble.

Identité visuelle
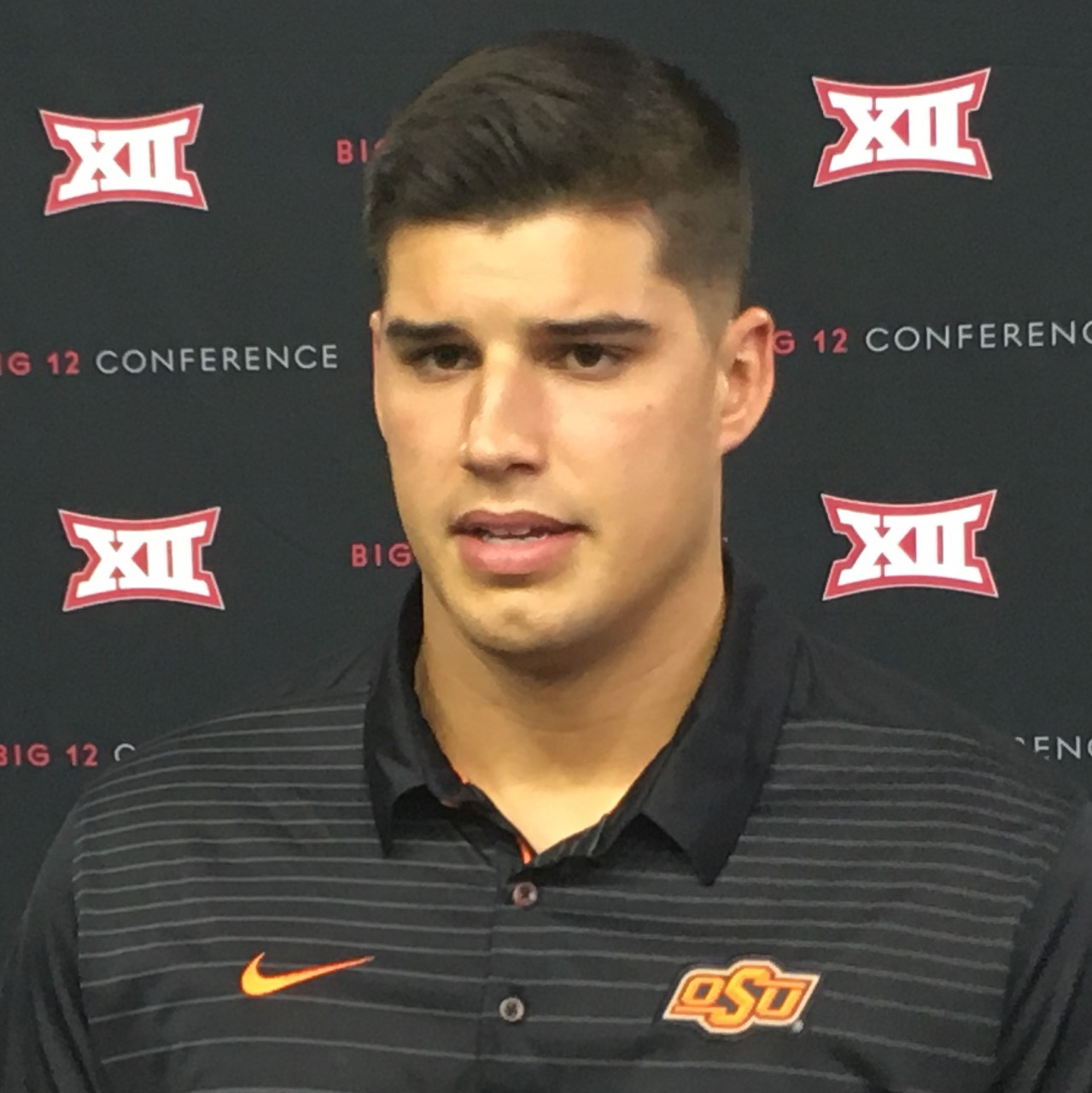
En 2017
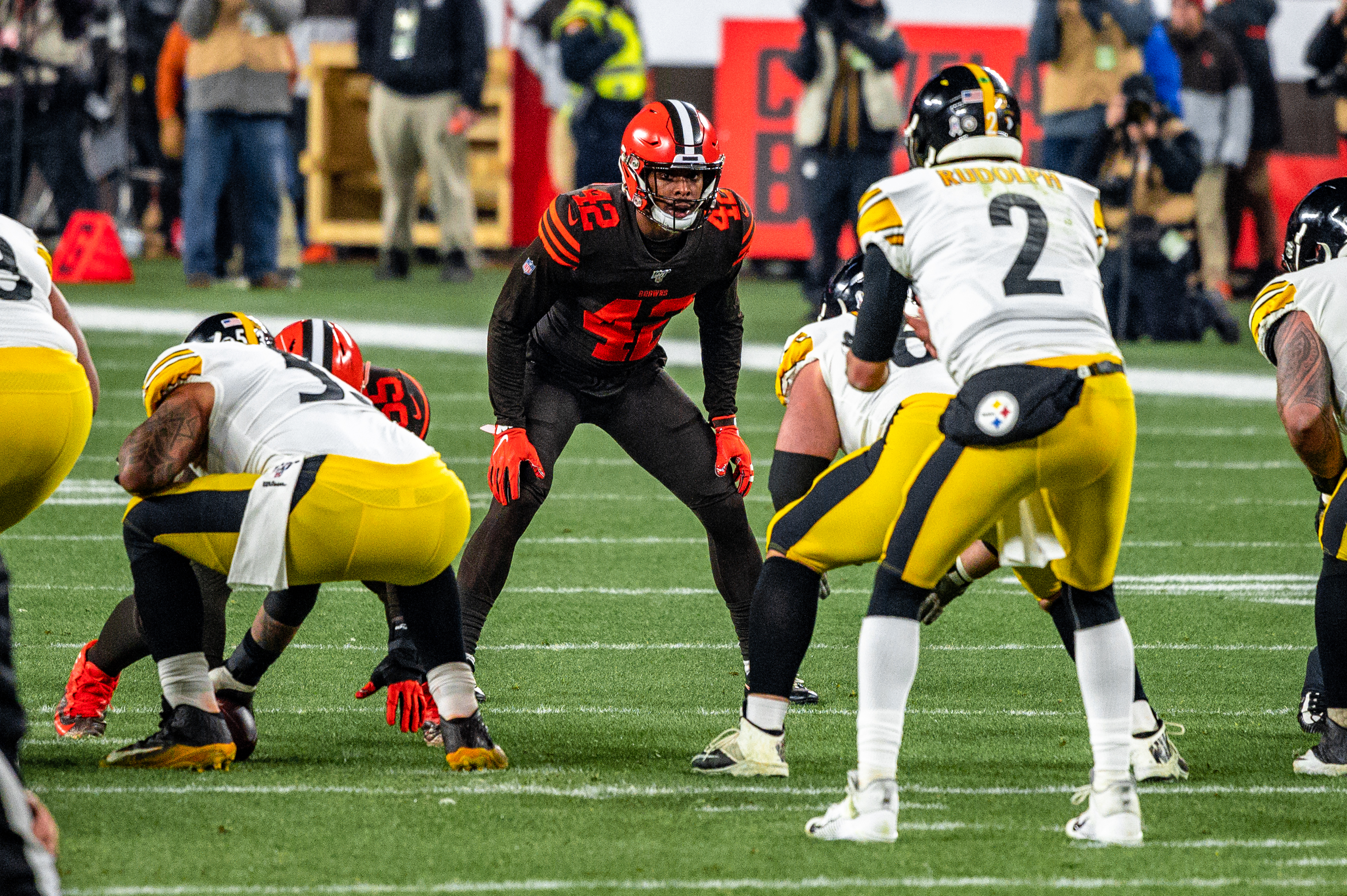
Lors d'un snap en novembre 2019
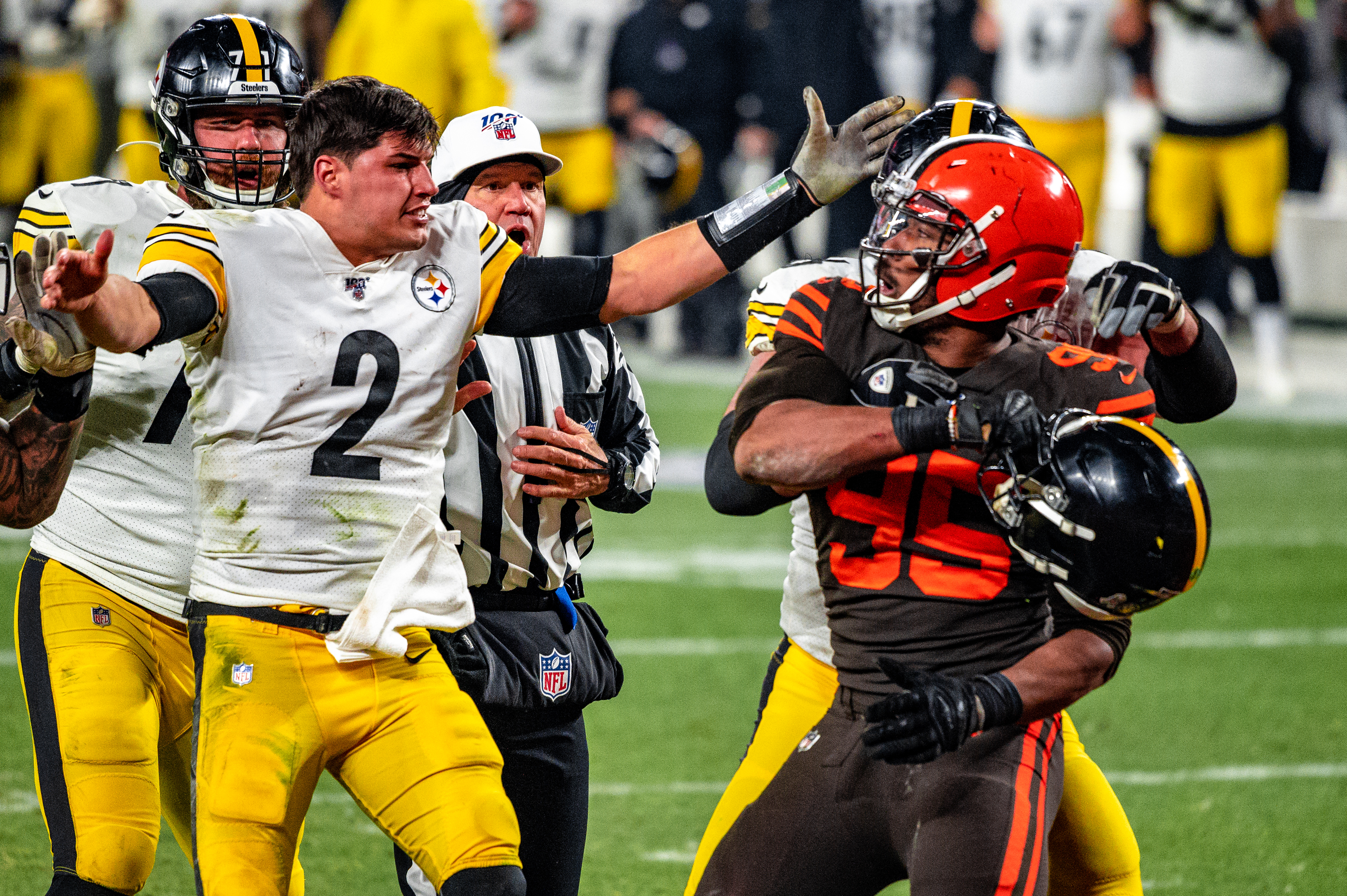
Réaction de Rudolph après avoir été frappé à la tête par Myles Garrett avec son propre casque en novembre 2019
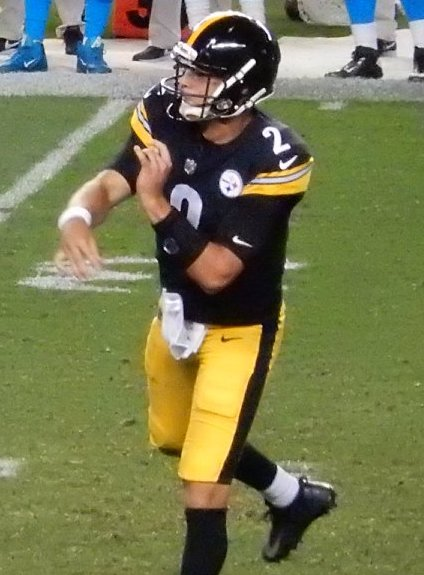
En 2020
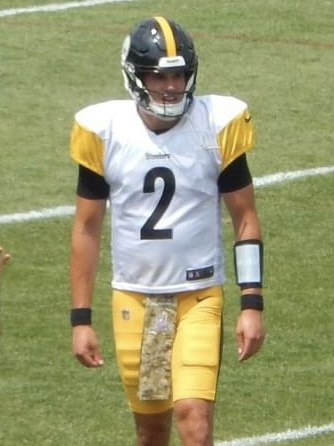
En 2023
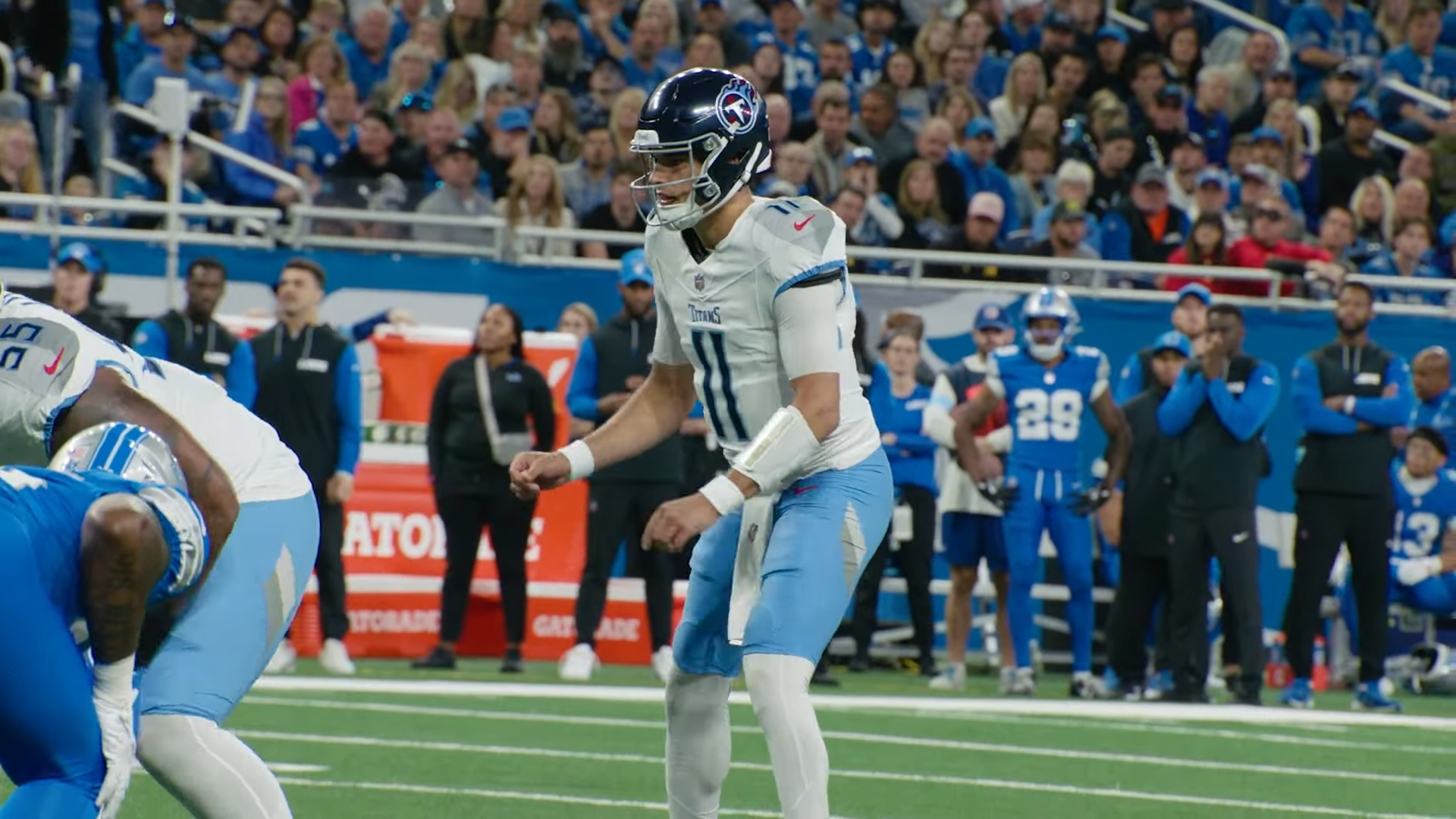
Rudolph avec les Titans en 2024